# Nerva
Nerva, rojen kot Marcus Cocceius Nerva, rimski cesar od leta 96 do 98, * 8. november 30, Narni, Rimska Italija, † 27. januar 98, Rim.
Nerva je postal cesar, ko je bil star skoraj 66 let, potem ko je celo življenje služil cesarju pod Neronom in naslednjimi vladarji Flavijci. Pod Neronom je bil član cesarskega spremstva in je igral ključno vlogo pri razkrinkanju Pizonijeve zarote leta 65. Kasneje je kot zvest Flavijcem leta 71 in 90 med vladavino Vespazijana in Domicijana postal konzul. 19. septembra 96 je bil Domicijan umorjen v palačni zaroti, v katero so bili vpleteni člani pretorijanske garde in več njegovih osvobojenih. Istega dne je rimski senat Nerva razglasil za cesarja. Kot novi vladar rimskega cesarstva se je zaobljubil, da bo obnovil svoboščine, ki so bile okrnjene med avtokratsko vlado Domicijana.
Nervovo kratko vladavino so zaznamovale finančne težave in njegova nezmožnost, da bi uveljavil svojo oblast nad rimsko vojsko. Upor pretorijanske garde oktobra 97 ga je v bistvu prisilil, da je posvojil dediča. Po premisleku je Nerva sprejel Trajana, mladega in priljubljenega generala, za svojega naslednika. Po komaj petnajstih mesecih na položaju je Nerva 27. januarja 98 umrl naravne smrti. Po njegovi smrti ga je nasledil in pobožanstveni Trajan. Čeprav večina njegovega življenja ostaja nejasna, so antični zgodovinarji imeli Nerva za modrega in zmernega cesarja. Njegov največji uspeh je bil zagotoviti miren prehod oblasti po njegovi smrti z izbiro Trajana za svojega dediča in s tem ustanovitvijo Nervansko-Antoninske rodbine. Bil je prvi izmed petih dobrih cesarjev.

## Življenje

### Zgodnje življenje
Marcus Cocceius Nerva, rojen v vasi Narni, 50 kilometrov severno od Rima, kot sin Marka Cocceiusa Nerve, sufekt konzula v času vladavine Kaligule (37–41), in Sergie Plautilla. Rodil se je 8. novembra, toda točno leto je sporno. Starodavni viri poročajo o datumu 30 ali 35. Imel je vsaj eno izpričano sestro po imenu Cocceia, ki se je poročila z Lucijem Salvijem Otom Tizianom, bratom prejšnjega cesarja Ota. Tako kot Vespazijan, ustanovitelj dinastije Flavijcev, je bil Nerva član novejšega italskega plemstva in ne eden od Julijsko-klavdijske rodbine. Kljub temu so bili Cocceii med najbolj cenjenimi in vidnimi političnimi družinami pozne republike in zgodnjega cesarstva, ki so v vsaki naslednji generaciji dosegli konzulske položaje.
Nervini neposredni predniki po očetovi strani, vsi po imenu Marcus Cocceius Nerva, so bili povezani s cesarskimi krogi iz časa cesarja Avgusta (r. 27 pr. n. št. – 14 n. št.). Njegov praded je bil leta 36 pr. n. št. konzul (zamenjal in abdiciral) in istega leta guverner Azije. Njegov dedek je postal sufektni konzul julija 21. ali 22. Bil je znan kot osebni prijatelj cesarja Tiberija (vladal 14–37), ki je spremljal cesarja med njegovo prostovoljno osamo na Capriju od 23. leta naprej, umrl pa je leta 33. Nervin oče končno dosegel položaj konzula pod cesarjem Kaligulo. Cocceii so bili povezani z julijsko-klavdijsko rodbino prek poroke brata Sergie Plautilla Gaius Octavius Laenas in Rubellia Bassa, Tiberijeva pravnukinja.

### Cesarska služba
O Nervovem zgodnjem življenju ali karieri ni veliko zapisanega, vendar se zdi, da ni nadaljeval običajne upravne ali vojaške kariere. Leta 65 je bil izvoljen za pretorja in se je tako kot njegovi predniki gibal v cesarskih krogih kot spreten diplomat in strateg. Kot svetovalec cesarja Nerona je uspešno pomagal odkriti in razkrinkati Pisonsko zaroto leta 65. Njegov natančen prispevek k preiskavi ni znan, vendar so morale biti njegove storitve precejšnje, saj mu je prinesel nagrade, enake nagradam Neronovega gardnega prefekta Tigelina. Prejel je zmagoslavne časti – ki so bile običajno rezervirane za vojaške zmage – in pravico do postavitve svojih kipov po vsej palači.
Po besedah sodobnega pesnika Martiala je Neron visoko cenil tudi Nervove literarne sposobnosti in ga slavil kot »Tibulusa našega časa«. Drug pomemben član Neronovega spremstva je bil Vespazijan, star in spoštovan general, ki je v 40. letih slavil vojaške zmage. Zdi se, da se je Vespazijan spoprijateljil z Nervo, ko je bil cesarski svetovalec, in ga je morda prosil, naj pazi na Vespazijanovega najmlajšega sina Domicijana, ko je Vespazijan leta 67 odšel v judovsko vojno.
Neronov samomor 9. junija 68 je končal julijsko-klavdijsko rodbino, kar je pripeljalo do kaotičnega leta štirih cesarjev, ki je spremljalo zaporedne vzpone in padce cesarjev Galbe, Ota in Vitelija, vse do Vespazijanovega vladanja 1. 21. december 69. Skoraj nič ni znanega o tem, kje je bil Nerva leta 69, toda kljub dejstvu, da je bil Oto njegov svak, se zdi, da je bil eden najzgodnejših in najmočnejših podpornikov Flavijcev.
Za neznane zasluge je bil nagrajen z konzulskim položajem v začetku Vespazijanove vladavine leta 71. To je bila izjemna čast, ne le zato, ker je to funkcijo opravljal zgodaj pod novim režimom, ampak tudi zato, ker je bil to običajen konzul (namesto manj prestižnega sufekt konzul), zaradi česar je bil eden redkih ne-Flavijcev, ki je bil tako počaščen pod Vespazijanom. Po letu 71 je Nerva spet izginil iz zgodovinskih zapisov, domnevno pa je nadaljeval svojo kariero kot neopazen svetovalec pod Vespazijanom (69–79) in njegovima sinovoma Titom (79–81) in Domicijanom (81–96).
Ponovno se pojavi med Saturninovim uporom leta 89. 1. januarja 89 so se guverner Gornje Germanije, Lucij Antonij Saturnin, in njegovi dve legiji v Mainzu, XIV. legija Gemina in XXI. legija Rapax, uprli Rimskemu cesarstvu s pomočjo iz plemena Chatti. Guverner Spodnje Germanije, Lapij Maksim, se je takoj preselil v regijo, pomagal mu je prokurator Retije, Tit Flavij Norban. V štiriindvajsetih dneh je bil upor zatrt, njegovi voditelji v Mainzu pa surovo kaznovani. Uporne legije so bile poslane pred Ilirik, tisti, ki so pomagali pri njihovem porazu, pa so bili ustrezno nagrajeni.
Domicijan je začel leto po uporu z delitvijo konzulata z Nervo. Spet je čast nakazovala, da je Nerva sodeloval pri odkrivanju zarote, morda na podoben način, kot je to storil med pizonsko zaroto pod Neronom. Druga možnost je, da je Domicijan morda izbral Nerva za svojega sodelavca, da bi poudaril stabilnost in status quo režima. Upor je bil zatrt in cesarstvo se je lahko povrnilo v red.

## Cesar

### Pristop
18. septembra 96 je bil Domicijan umorjen v palačni zaroti, ki so jo organizirali dvorni uradniki. Fasti Ostienses, Ostijski koledar beleži, da je senat istega dne razglasil Marka Koceja Nervo za cesarja. To je bilo prvič, da je rimski senat dejansko izbral novega cesarja, namesto da bi preprosto uradno potrdil izbiro prejšnjega cesarja v svoji oporoki ali vojske ali pretorijanske garde. Kljub njegovim političnim izkušnjam je bila to izjemna izbira. Nerva je bil star in brez otrok ter je večino svoje kariere preživel zunaj luči javnosti, kar je starodavne in sodobne avtorje spodbudilo k špekulacijam o njegovi vpletenosti v Domicijanov atentat, čeprav bi bil zaradi njegove verjetne nevpletenosti sprejemljiv za Domicijanovo frakcijo.
Po Kasiju Dionu so zarotniki pred atentatom pristopili k Nervi kot možnemu nasledniku, kar kaže na to, da je bil vsaj seznanjen z zaroto. Svetonij nasprotno ne omenja Nerve, vendar je morda njegovo vlogo izpustil iz taktnosti. Glede na to, da so bila Svetonijeva dela objavljena pod Nervovimi neposrednimi potomci Trajanom in Hadrijanom, bi bilo manj kot občutljivo od njega, če bi predlagal, da se je dinastija zahvalila za svoj pristop umoru.
Po drugi strani pa Nerva ni imel široke podpore v cesarstvu in kot znanega Flavijcem zvestega privrženca ga njegove izkušnje ne bi priporočile zarotnikom. Natančna dejstva je zgodovina zakrila, vendar sodobni zgodovinarji menijo, da je bil Nerva razglašen za cesarja izključno na pobudo senata, nekaj ur po tem, ko je novica o atentatu odjeknila v javnosti. Čeprav se je zdel malo verjeten kandidat zaradi svoje starosti in šibkega zdravja, je Nerva veljal za varno izbiro ravno zato, ker je bil star in brez otrok.
Poleg tega je bil tesno povezan z dinastijo Flavijcev in je vzbujal spoštovanje znatnega dela senata. Nerva je videl anarhijo, ki je nastala zaradi Neronove smrti; vedel je, da lahko oklevanje celo nekaj ur privede do nasilnega državljanskega spopada. Namesto da bi zavrnil povabilo in tvegal upore, je sprejel. Odločitev je bila morda prenagljena, da bi se izognili državljanski vojni, vendar se zdi, da ne senat ne Nerva nista bila vpletena v zaroto proti Domicijanu. Po pristopu Nerve za cesarja je senat sprejel damnatio memoriae na Domicijana: njegove kipe so stopili, njegove slavoloke podrli in njegovo ime je bilo izbrisano iz vseh javnih zapisov. V mnogih primerih so bili obstoječi Domicijanovi portreti, kot so tisti, ki jih najdemo na reliefih Cancelleria, preprosto ponovno izrezljani, da bi ustrezali podobi Nerve. To je omogočilo hitro izdelavo novih slik in recikliranje prejšnjega materiala.
Poleg tega se je ogromna palača, ki jo je Domicijan postavil na Palatinu, znana kot Flavijeva palača, preimenovala v »Hišo ljudstva«, sam Nerva pa se je nastanil v Vespazijanovi nekdanji vili v Salustijevih vrtovih.

### Administracija
Menjava vlade je bila dobrodošla predvsem senatorjem, ki so bili med Domicijanovo vladavino ostro preganjani. Kot takojšnjo gesto dobre volje do svojih podpornikov je Nerva javno prisegel, da noben senator ne bo obsojen na smrt, dokler bo on na položaju. Končal je sojenja zaradi izdaje, izpustil tiste, ki so bili zaprti zaradi teh obtožb, in podelil amnestijo mnogim, ki so bili izgnani. Vse posesti, ki jih je zaplenil Domicijan, so bile vrnjene njihovim družinam. Nerva je tudi poskušal vključiti senat v svojo vlado, vendar to ni bilo povsem uspešno. Še naprej se je v veliki meri zanašal na prijatelje in svetovalce, ki so bili znani in so jim zaupali, in z vzdrževanjem prijateljskih odnosov s prodomicijansko frakcijo v senatu si je nakopal sovražnost, ki je lahko bila vzrok za vsaj eno zaroto proti njegovemu življenju.
Ker Svetonij pravi, da so bili ljudje ob Domicijanovi smrti ambivalentni, je moral Nerva uvesti številne ukrepe, da bi pridobil podporo med rimskim prebivalstvom. Kot je bilo takrat v navadi, naj bi sprememba cesarja s seboj prinesla velikodušno plačilo daril in denarja ljudstvu in vojski. V skladu s tem je bil državljanom podeljen congiarium 75 denarijev na glavo, medtem ko so vojaki pretorijanske garde prejeli donativum, ki je lahko znašal celo 5000 denarijev na osebo. Temu je sledil niz gospodarskih reform, namenjenih razbremenitvi davčnega bremena najbolj potrebnih Rimljanov.
Najrevnejšim je Nerva podelil zemljo v vrednosti do 60 milijonov sestercijev. Starše in njihove otroke je oprostil 5-odstotnega davka na dediščino, italijanskim veleposestnikom pa je dal posojila pod pogojem, da plačajo svoji občini 5-odstotne obresti za podporo otrokom revnih družin – alimenta sheme, ki jih je kasneje razširili Trajan, Antonin Pij in Mark Avrelij. Poleg tega so bili rimskim provincam odpuščeni številni davki in podeljeni privilegiji. Odpravil je namreč zlorabe Fiscus Iudaicus, dodatnega davka, ki so ga morali plačevati vsi Judje po cesarstvu: nekateri njegovi kovanci nosijo legendo FISCI IUDAICI CALUMNIA SUBLATA (odprava zlonamernega pregona glede judovskega davka). Kovanci kažejo, da je dodal nove igre v Cirkusu v čast Neptuna. Drugi kovanci se nanašajo na cesarske ideale, kot so pravičnost, pravičnost in svoboda, ki so njegovo vladavino postavili v nasprotje z Domicijanovo.
Kmalu so Nervini stroški obremenili rimsko gospodarstvo in, čeprav morda ne uničujoči v obsegu, ki ga je nekoč predlagal Syme, so zahtevali ustanovitev posebne komisije za gospodarstvo, da bi drastično zmanjšali izdatke. Odpravljene so bile najbolj nepotrebne verske žrtve, igre in konjske dirke, medtem ko je bil nov dohodek ustvarjen iz Domicijanovega nekdanjega imetja, vključno z dražbo ladij, posestev in celo pohištva. Velike količine denarja so bile pridobljene z Domicijanovimi srebrnimi in zlatimi kipi, Nerva pa je prepovedal izdelavo podobnih podob njemu v čast. Ker je vladal le kratek čas, je bilo Nervovih javnih del malo, namesto tega so dokončali projekte, ki so se začeli pod Flavijsko vladavino. To je vključevalo obsežna popravila rimskega cestnega sistema in razširitev akvaduktov. Slednji program je vodil nekdanji konzul Sextus Julius Frontinus, ki je pomagal odpraviti zlorabe in kasneje izdal pomembno delo o oskrbi z vodo v Rimu, De aquaeductu. Edina večja znamenja, zgrajena pod Nervo, sta bila horreum (kašča), znana kot Horrea Nervae, in Forum Nerva, ki ga je začel Domicijan, ki je povezoval Avgustov forum s templjem miru. Malo je ostalo, deloma zato, ker jo prečka Via dei Fori Imperiali.

### Kriza nasledstva
Kljub Nervinim ukrepom, da bi ostal priljubljen pri senatu in rimskem ljudstvu, je podpora Domicijanu ostala močna v vojski, ki je takoj po atentatu pozvala k njegovemu oboževanju. V poskusu, da bi pomiril vojake pretorijanske garde, je Nerva odpustil njihovega prefekta Tita Petronija Sekunda – enega glavnih zarotnikov proti Domicijanu – in ga zamenjal s prejšnjim poveljnikom Kasperijem Elijanom.
Podobno se je pričakovalo, da bo velikodušni donativum, podeljen vojakom po njegovem pristopu, hitro utišal vse proteste proti nasilni spremembi režima. Pretorijanci so menili, da so ti ukrepi nezadostni in so zahtevali usmrtitev Domicijanovih atentatorjev, kar je Nerva zavrnil. Nadaljnje nezadovoljstvo s tem stanjem bi na koncu pripeljalo do najhujše krize Nervine vladavine.
Medtem ko je hiter prenos oblasti po Domicijanovi smrti preprečil izbruh državljanske vojne, se je Nervin položaj cesarja kmalu izkazal za preveč ranljivega, njegova prijazna narava pa se je sprevrgla v nenaklonjenost uveljavljanju svoje oblasti. Ob svojem pristopu je ukazal ustaviti sodne procese za veleizdajo, hkrati pa dovolil, da senat nadaljuje s pregonom obveščevalcev. Ta ukrep je privedel do kaosa, saj je vsak deloval v svojem interesu, medtem ko je poskušal poravnati račune z osebnimi sovražniki, zaradi česar je konzul Fronto slavno izjavil, da je Domicijanova tiranija na koncu boljša od Nervove anarhije. V začetku leta 97 je zarota, ki jo je vodil senator Gaj Kalpurnij Pizon Kras Frugi Licinijan, spodletela, vendar je Nerva znova zavrnil usmrtitev zarotnikov, kar je na veliko neodobravanje senata.
Situacijo je še poslabšala odsotnost jasnega naslednika, ki je postala bolj pereča zaradi Nervove starosti in bolezni. Svojih otrok ni imel, imel je le daljne sorodnike, ki niso bili primerni za politične funkcije. Naslednika bi bilo treba izbrati med guvernerji ali generali v cesarstvu in zdi se, da je do leta 97 Nerva razmišljal o posvojitvi Marka Kornelija Nigrina Kuriacija Maternusa, močnega guvernerja Sirije. Temu so prikrito nasprotovali tisti, ki so podpirali bolj priljubljenega vojaškega poveljnika Trajana, generala armad na nemški meji.
Oktobra 97 so te napetosti dosegle vrhunec, ko je pretorijanska garda, ki jo je vodil Kasper Elijan, oblegala cesarsko palačo in Nerva vzela za talca. Bil je prisiljen podrediti se njihovim zahtevam, privoliti v predajo odgovornih za Domicijanovo smrt in celo imeti govor, v katerem se je zahvalil uporniškim pretorijancem.
Tita Petronija Sekunda in Partenija, Domicijanovega nekdanjega komornika so iskali in ubili. Nerva je bil v tem napadu nepoškodovan, vendar je bila njegova avtoriteta nepopravljivo poškodovana. Trajan je pozneje odstavil tiste poveljnike, ki so stražarju ukazali, naj oblega Nervo na njegovem domu. Nerva je spoznal, da njegov položaj ni več vzdržen brez podpore dediča, ki je imel odobravanje tako vojske kot ljudstva. Kmalu zatem je napovedal posvojitev Trajana za svojega naslednika in s to odločitvijo skoraj abdiciral. Trajan je bil uradno podeljen z naslovom cezar in si je leta 98 delil konzulat z Nervo; z besedami kasija Diona:

Tako je Trajan postal cezar in pozneje cesar, čeprav so živeli Nervini sorodniki. Toda Nerva ni cenil družinskih odnosov nad varnostjo države, niti ni bil manj nagnjen k posvojitvi Trajana, ker je bil slednji Španec namesto Italijan ali Italot, saj pred tem noben tujec ni imel rimske suverenosti; ker je verjel, da je treba gledati na sposobnosti človeka in ne na njegovo narodnost.
V nasprotju s stališčem, ki ga je tukaj populariziral Kasij Dion, pa je Nerva dejansko imel malo izbire glede svojega naslednika. Soočen z veliko krizo je obupno potreboval podporo človeka, ki bi lahko povrnil njegov poškodovani ugled. Edini kandidat z zadostnimi vojaškimi izkušnjami, konzularnim poreklom in povezavami je bil Trajan. Učenjaki prav tako zavračajo Dionovo trditev, da je bil Trajan neitalskega izvora; znano je, da so Trajanove korenine segale v Umbrijo, v isto regijo, kjer se je rodil Nerva. Slavna trditev Edwarda Gibbona, da je Nerva s tem vzpostavil tradicijo nasledstva s posvojitvijo med petimi dobrimi cesarji, ni našla veliko podpore med nekaterimi sodobnimi zgodovinarji.

## Smrt in zapuščina
1. januarja 98, na začetku svojega četrtega konzulata, je Nerva med zasebno avdienco utrpel možgansko kap. Kmalu zatem je dobil vročino in 27. januarja je umrl v svoji vili v Salustijevih vrtovih. Senat ga je pobožanstil in njegov pepel je bil položen v Avgustov mavzolej. Bil je zadnji rimski cesar, ki je bil tam pokopan. Nervo je brez incidenta nasledil njegov posvojenec Trajan, ki ga je rimsko ljudstvo pozdravilo z velikim navdušenjem. Po Pliniju mlajšem je Trajan posvetil tempelj v čast Nervi, vendar o njem ni bilo nikoli najdenega sledu; spominska serija kovancev za Deified Nerva je bila izdana šele deset let po njegovi smrti. Po Kasiju Dionu pa je bil gardni prefekt, odgovoren za upor proti Nervi, Kasper Elijan, odstavljen po Trajanovem pristopu.
Zaradi pomanjkanja pisnih virov o tem obdobju je večina Nervovega življenja ostala nejasna. Najbolj obsežno ohranjeno poročilo o vladavini Nerve je napisal zgodovinar iz 3. stoletja kasij Dion. Njegova Rimska zgodovina, ki zajema skoraj tisočletje, od Enejevega prihoda v Italijo do leta 229, je bila sestavljena več kot sto let po Nervini smrti. Nadaljnje podrobnosti dodaja skrajšana biografija iz Epitome de Caesaribus, dela, ki ga pripisujejo zgodovinarju Avreliju Viktorju iz 4. stoletja. Obširnejše besedilo, za katerega se domneva, da podrobneje opisuje življenje Nerve, so Zgodovine sodobnega zgodovinarja Tacita. Zgodovine so poročilo o zgodovini Rima, ki zajema tri desetletja od samomora cesarja Nerona leta 69 do smrti Domicijana leta 96.
Vendar je bil znaten del dela izgubljen, saj je ostalo le prvih pet knjig, ki pokrivajo Leto štirih cesarjev. V uvodu v svojo biografijo Gneja Julija Agrikole pa Tacit pohvalno govori o Nervi in njegovo vladavino opisuje kot »zore najsrečnejše dobe, je Nerva Cezar združil stvari, ki so bile nekoč nezdružljive, suverenost in svobodo«. Ohranjene zgodovine prav tako pozitivno govorijo o Nervovi kratki vladavini, čeprav nobena ne ponuja bistvenega komentarja njegove politike. Tako Kasij Dion kot Avrelij Victor poudarjata njegovo modrost in zmernost, pri čemer je Dion pohvalil njegovo odločitev, da sprejme Trajana za svojega dediča. Te poglede je pozneje populariziral zgodovinar iz 18. stoletja Edward Gibbon v svoji Zgodovini zatona in padca Rimskega cesarstva. Gibbon je imel Nervo za prvega od petih dobrih cesarjev, petih zaporednih vladarjev, pod katerimi je Rimsko cesarstvo »upravljala absolutna moč, pod vodstvom modrosti in kreposti« od leta 96 do 180. Kljub temu celo Gibbon ugotavlja, da v primerjavi z njegovimi nasledniki, Nerva morda ni imel potrebnih kvalifikacij za uspešno vladanje:

Komaj je Nerva sprejel škrlat od Domicijanovih morilcev, preden je odkril, da njegova šibka starost ni mogla zajeziti hudournika javnih nemirov, ki so se množili pod dolgotrajno tiranijo njegovega predhodnika. Njegovo blagost so spoštovali dobri; toda izrojeni Rimljani so zahtevali močnejši značaj, čigar pravičnost bi morala povzročiti strah v krivce.
Sodobna zgodovina je razširila ta občutek in označila Nervo kot dobronamernega, a šibkega in neučinkovitega vladarja. Rimski senat je pod njegovo vladavino užival obnovljene svoboščine, vendar je Nervino slabo upravljanje državnih financ in pomanjkanje avtoritete nad vojsko končno pripeljalo Rim blizu roba pomembne krize. [30] Upor, ki ga je vodil Kasper Elijan, ni bil nikoli mišljen kot državni udar, temveč preračunljiv poskus pritiska na cesarja. Posvojitev Trajana je razširila njegovo bazo moči s spoštovanim, zanesljivim generalom kot njegovim naslednikom. Murison sklepa, da so bili Nervini resnični talenti v resnici neprimerni za cesarstvo:

Zdi se, da je bil Nerva ultimativni "odborski" človek. Očitno ni bil velik govornik in zdi se, da je bolje deloval v majhnih skupinah, kjer bo njegov na splošno umirjen pristop k problemom navdušil ljudi. [...] Kar pa je danes dobro znano, je, da je pogosteje, če "človek super odbora" prevzame pomembno administrativno delo, rezultat precej grozljiv. Rimu je katastrofa res prizanesla; toda kljub temu, da so bili skoraj sodobni pisci "previdni" glede tega, kar so povedali, je bila Nervina uprava dokaj nesposobna. Ne bi bilo nepošteno reči, da je bil učbeniška ilustracija tega, kar danes imenujemo "Petrovo načelo".
Njegovo mesto v rimski zgodovini je torej povzeto kot nujna, čeprav burna zapora pred rodbinami Trajansko-Antoninske. Celo edino veliko javno delo, dokončano med njegovo vladavino, forum Nerva, je na koncu postal znan kot forum Transitorium ali prehodni forum. Dva moderna kipa, ki spominjata na Nervo, je mogoče najti v mestih, povezanih z njim. V mestu Gloucester, Anglija, ki je bilo ustanovljeno njemu v čast, je kip konjenika. Stoji na vhodu v ulico Southgate. Obstaja tudi kip v njegovem domnevnem rojstnem kraju Narni v Italiji, na ulici Cocceio Nerva.
- Edinstven doprsni kip cesarja Nerve iz poznega 1. stoletja iz kalcedona iz zasebne zbirke
- Doprsni kip Nerve, Museo Nazionale Romano
- Nerva kot Jupiter; odlitek skulpture v Kapitolskih muzejih (Puškinov muzej, Moskva)
- Skulptura v mestu Narni
- Doprsni kip Nerve v Rimsko-germanskem muzeju v Kölnu, Nemčija

| Nerva Antoninska rodbinaRojen: 8. november 30 Umrl: 27. januar 98 |                    |                   |
| Vladarski nazivi                                                  |                    |                   |
| Predhodnik: Domicijan                                             | Rimski cesar 96-98 | Naslednik: Trajan |

### Citirana dela
- Grainger, John D. (2003). Nerva and the Roman Succession Crisis of AD 96–99. London: Routledge. ISBN 978-0-415-28917-7.
- Jones, Brian W. (1992). The Emperor Domitian. London: Routledge. ISBN 978-0-415-04229-1.
- Murison, Charles Leslie (2003). »M. Cocceius Nerva and the Flavians«. Transactions of the American Philological Association. 133 (1): 147–157. doi:10.1353/apa.2003.0008. S2CID 162211747.
- Syme, Ronald (1930). »The Imperial Finances under Domitian, Nerva and Trajan«. The Journal of Roman Studies. 20: 55–70. doi:10.2307/297385. JSTOR 297385. S2CID 163980436.
- Syme, Ronald (1982). »The Marriage of Rubellius Blandus«. The American Journal of Philology. 103 (1): 62–85. doi:10.2307/293964. JSTOR 293964.

### Primarni viri
- Cassius Dio, Roman History Book 68, English translation
- Aurelius Victor (attrib.), Epitome de Caesaribus Chapter 12, English translation

### Drugo
- Narnia web links, International links, International links from Narnia.it web site
- Wend, David (1998). »Nerva (96–98 A.D.)«. De Imperatoribus Romanis. Pridobljeno 11. avgusta 2007.
- Pelham, Henry Francis (1911). »Nerva, Marcus Cocceius« .  V Chisholm, Hugh (ur.). Enciklopedija Britannica (v angleščini). Zv. 19 (11. izd.). Cambridge University Press. str. 393–394.